# 德扬·久尔杰维奇

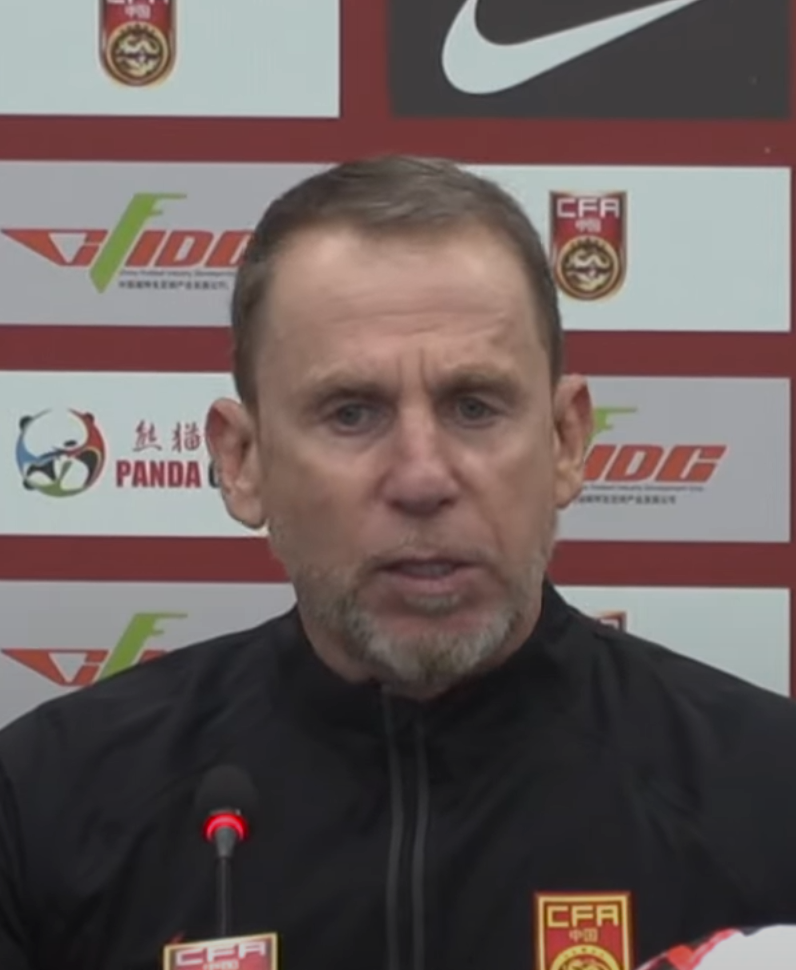
德扬·久尔杰维奇

德扬·久尔杰维奇（1967年7月4日—）是塞尔维亚足球教練和已退役足球球员。2025年時是中国国家足球队临时主教练、中国U20国家队主教练。

## 生平
德扬·久尔杰维奇生于拉扎雷瓦茨，科路巴拉足球會是他加盟的第一個俱樂部，随后又转会至OFK貝爾格萊德。后来他移居瑞典并加入當地球隊。 1998 年，久尔杰维奇重返OFK貝爾格萊德。
退役后，久尔杰维奇在OFK貝爾格萊德的青训系统工作。 2008年12月，久尔杰维奇出任楚卡瑞奇基足球俱樂部主教练。 
2009年6月，杜尔杰维奇出任OFK貝爾格萊德主教练。  2011年12月出任塔什干棉农足球俱乐部主教练。 
2012年10月，杜尔杰维奇出任拉德尼基1923足球俱樂部俱樂部。由于成绩不佳，他于2013年4月被俱乐部解雇。  2014年6月，杜尔杰维奇回到OFK貝爾格萊德執教。 
2023年2月24日，久尔杰维奇出任中国U23国家队主教练，  之後率队晉級2022年亞洲運動會男子足球比賽八強，這是中国U23国家队时隔17年再次晋级亚洲运动会足球比赛八强。2024年1月，他出任中国U-19国家男子足球队主教练，率队参加2025年U20亚洲杯并晋级八强。
2025年6月27日，中国足协任命久尔杰维奇为中国国家足球队临时主教练（中国U-19国家男子足球队主教練職務保留），率隊参加2025年東亞足球錦標賽。